# Bright Lights & Country Music (album Ricky’ego Nelsona)
Bright Lights & Country Music – studyjny album amerykańskiego piosenkarza Ricky'ego Nelsona zawierający utwory w stylu country, wydany w 1966 roku przez Decca Records. Gościnnie na albumie pojawili się Glen Campbell, Clarence White i James Burton, którzy stworzyli akompaniament gitarowy.

## Utwory
| A1 | Truck Drivin' Man               |
| A2 | You Just Can't Quit             |
| A3 | Louisiana Man                   |
| A4 | Welcome To My World             |
| A5 | Kentucky Means Paradise         |
| A6 | Here I Am                       |
| B1 | Bright Lights And Country Music |
| B2 | Hello Walls                     |
| B3 | No Vacancy                      |
| B4 | I'm A Fool To Care              |
| B5 | Congratulations                 |
| B6 | Night Train To Memphis          |